# Secamonopsis
Secamonopsis es un género perteneciente a la familia de las apocináceas con dos especies de plantas fanerógamas . Es originario de África donde se distribuye en Madagascar.

## Descripción
Son arbustos o enredaderas herbáceas, con distintas ramas largas y cortas, glabrescentes. Las hojas son opuestas o fasciculadas de 0.5-1 cm de largo y 0.2-0.3 cm de ancho, oblongas a obovadas, basalmente cuneiformes, el ápice redondeado, agudo o truncado,  densamente tomentoso, abaxialmente papiloso, venación restringida a la nervadura central visible.
Las inflorescencias son extra axilares en braquiblastos, más cortas que las hojas adyacentes, con pocas flores, simples.

## Especies
| - Secamonopsis madagascariensis Jum. - Secamonopsis microphylla L.Civeyrel & Klack. |